# Lu-čou (S’-čchuan)
Lu-čou (čínsky 泸州, pchin-jinem Lúzhōu) je město a městská prefektura v Čínské lidové republice. Leží na jihovýchodě provincie S’-čchuan. Na ploše 11 155 čtverečních kilometrů zde žijí více než čtyři milióny lidí.

## Geografie
Od provinčního hlavního města Čcheng-tu je Lu-čou vzdáleno 267 kilometrů. Na východě sousedí s městem Čchung-čching, na jihu sousedí s provinciemi Kuej-čou a Jün-nan, na západě s I-pinem a C'-kungem a na severu s Nej-ťiangem.
Lu-čou leží na rozhraní sečuánské pánve a jünnansko-keujčouské vysočiny, v severní části převažuje krajina rovinatější a v jižní části hornatější. Nejnižší bod prefektury se nachází u břehu Jang-c’-ťiang ve výšce 203 metrů nad mořem. Jang-c' protéká prefekturu v délce 133 kilometrů, další významné řeky jsou například Tchuo-ťiang, Jung-ling, Čch'-šuej a Laj-si.

## Administrativní členění
Městská prefektura Lu-čou se člení na sedm celků okresní úrovně, a sice tři městské obvody a čtyři okresy.
| Ťiang-jang Na-si Lung-ma-tchan okres · Lu okres · Che-ťiang okres · Sü-jung okres · Ku-lin |          |                       |                    |                                  |
| Název                                                                                      | Název    | Počet obyvatel (2020) | Rozloha km² (2020) | Hustota zalidnění (obyv. na km²) |
| český přepis                                                                               | znaky    | Počet obyvatel (2020) | Rozloha km² (2020) | Hustota zalidnění (obyv. na km²) |
| Městské obvody                                                                             |          |                       |                    |                                  |
| Ťiang-jang                                                                                 | 江阳区   | 761 576               | 649                | 1 174                            |
| Na-si                                                                                      | 纳溪区   | 354 846               | 1 106              | 321                              |
| Lung-ma-tchan                                                                              | 龙马潭区 | 479 697               | 315                | 1 523                            |
| Okresy                                                                                     |          |                       |                    |                                  |
| Lu                                                                                         | 泸县     | 764 362               | 1 528              | 500                              |
| Che-ťiang                                                                                  | 合江县   | 688 731               | 1 780              | 387                              |
| Sü-jung                                                                                    | 叙永县   | 552 979               | 2 894              | 191                              |
| Ku-lin                                                                                     | 古蔺县   | 651 958               | 2 883              | 226                              |
|                                                                                            |          |                       |                    |                                  |
| Celkem                                                                                     | Celkem   | 4 254 149             | 11 155             | 381                              |